# Acordo de Associação Mercosul-União Europeia
O Acordo de Associação Mercosul-União Europeia é um tratado com negociações concluídas em 28 de junho de 2019 e dependente do processo de revisão, assinatura e ratificação. Ele foi negociado entre os membros do Mercado Comum do Sul (Mercosul) e da União Europeia (UE) para regular o diálogo político, a cooperação e práticas de livre comércio, se configurando também como acordo de livre comércio. A União Europeia é o segundo maior parceiro comercial do Mercosul. A corrente comercial entre os dois grupos de países foi de mais de 90 bilhões de dólares no ano de 2018.
O anúncio da conclusão das negociações do acordo foi feito pelo presidente argentino Mauricio Macri, Presidente Pro-tempore do Mercosul, durante a 14.ª reunião de cúpula do G20 realizada em Osaka, no Japão, no dia 28 de junho de 2019. O acordo entre os blocos representa um quarto (25%) do produto interno bruto (PIB) do globo e engloba 750 milhões de pessoas.
As complexas negociações envolvem diversas áreas, como marcos regulatórios, tarifas alfandegárias, regras sanitárias, propriedade intelectual e compras públicas. Empresas brasileiras poderão, por exemplo, participar de licitações no bloco europeu.
O acordo começou a ser negociado em 28 de junho de 1999, mas depois de alguns interregnos, as negociações foram reabertas em 2013. Em 28 de junho de 2019 o tratado foi assinado, entretanto  precisa ser ratificado pelos congressos nacionais dos países do Mercosul e pelo Parlamento Europeu no âmbito econômico e os  itens políticos  do tratado  terão de ser votados pelo poder legislativo de cada país.

## História
A União Europeia é o segundo parceiro comercial do Mercosul, atrás da China, e o primeiro em matéria de investimentos. Já o Mercosul, é o oitavo principal parceiro comercial extrarregional da União Europeia. A corrente de comércio bilateral entre os dois blocos foi de mais de 90 bilhões de dólares em 2018. Em 2017, o estoque de investimentos do bloco europeu no bloco sul-americano somava cerca de 433 bilhões de dólares. Os sul-americanos vendem, principalmente, produtos agropecuários. Já os europeus exportam produtos industriais, como autopeças, veículos e farmacêuticos.

### Negociações entre 1995 e 2002
O acordo começou a ser negociado em 1999 na, Reunião de Chefes de Estado e de Governo da União Europeia e Mercosul, realizada no Rio de Janeiro em 28 de junho de 1999, mas depois de alguns interregnos, as negociações foram reabertas em 2013. O objetivo é eliminar as tarifas, restrições e regulamentações para chegar a um acordo de livre comércio com a União Europeia. A assinatura do acordo comercial liberaria 90% do comércio inter-bloco, reduzindo as diferentes barreiras tarifárias.
O Mercosul e a União Europeia negociaram uma área de livre comércio bi-regional desde abril de 2000. Desde 1995, as relações entre Mercosul e UE são guiadas pelo Acordo de Cooperação Mercosul-União Europeia, assinado em 15 de dezembro de 1995, que entrou em vigor. A partir de 1º de julho de 1999. O acordo que está sendo negociado compreende três áreas: um diálogo político, questões econômicas e comerciais e cooperação. O âmbito e os objetivos do acordo foram definidos na primeira rodada de negociações em abril de 2000 e na Cúpula de Madri, em maio de 2002.

### Negociações entre 2004 e 2007
O principal fórum de negociação é o Comitê de Negociações Bi-regionais, juntamente com o Subcomitê de Cooperação, três subgrupos sobre áreas específicas de cooperação e três grupos técnicos relacionados a questões comerciais. Em outubro de 2006, dezesseis rodadas de negociações foram realizadas. Em maio de 2004, as negociações foram realizadas por meio de reuniões técnicas informais. Ambas as partes divulgaram suas ofertas de acesso aos mercados.
Durante uma reunião ministerial em Lisboa, em Outubro de 2004, os negociadores do Mercosul e a UE reiteraram a prioridade de negociar o Tratado de Associação.Em uma reunião no Luxemburgo realizada em maio de 2005  e, em setembro de 2005 os ministros revisaram os progressos realizados , em uma reunião ministerial, reuniram-se mais uma vez para avaliar  os avanços na conclusão do acordo.

### Negociações entre 2010 e 2011
Em 4 de maio de 2010, a Comissão Europeia decidiu retomar as negociações comerciais com o bloco Mercosul. a primeira rodada de negociações do acordo foi realizada em 29 de junho e 2 de julho de 2010 . Em Bruxelas foi realizada a segunda rotada  entre 11 e 15 de outubro daquele ano e a terceira rodada em Brasília entre 22 de novembro e 7 de dezembro do ano de 2010.
Em 21 de fevereiro, representantes do Mercosul e da União Europeia reuniram em Assunção para iniciar uma nova rodada de negociações. Finalmente, o diálogo foi concluído sem um acordo.
Embora a Alemanha, a Itália e a Espanha concordassem com as condições propostas para concluir o acordo, a França e a Irlanda apresentaram objeções. Controvérsias surgem de questões agrícolas.
Em 23 de fevereiro, os produtores franceses se reuniram no Salão da Agricultura em Paris para expressar sua rejeição ao acordo. Diante da reivindicação do setor agrícola francês, a Emmanuel Macron declarou que manterá certas "linhas vermelhas" na negociação. A primeira é que a importação de produtos sul-americanos sem tarifas não pode significar qualquer redução nos padrões de qualidade ambiental, social ou de saúde. A segunda linha vermelha marcada por Macron tem a ver com a importação de carne. Nesse sentido, o presidente francês esclareceu que a carne nunca será comercializada com hormônios na França.
Em 14 de março de 2011, em Bruxelas, a União Europeia e o Mercosul iniciaram a quarta rodada de negociações. Os negociadores continuam concentrados na parte normativa do pilar comercial do acordo, que incluiu capítulos tais como barreiras técnicas ao comércio, regras de origem ou concorrência. A próxima etapa dessa rodada foi em maio de 2011, em Assunção, onde foram trocadas as primeiras ofertas de acesso aos mercados, principalmente em relação à carne.

### Negociações entre 2016 e 2017
Em 2016, o presidente brasileiro Michel Temer, juntamente com o presidente argentino Macri, começaram a pressionar por mais agilidade nas negociações diplomáticas e políticas para a efetivação do acordo de livre comércio entre o cone sul e o bloco europeu bem como com outras nações latino-americanas. Em 11 de maio de 2016, os Chefes de Comércio do  União Europeia e do Mercosul reuniram-se em Bruxelas para trocar ofertas de acesso a mercados de bens, serviços e estabelecimento e compras governamentais. Em 14 de outubro de 2016 as partes concluíram a décima rodada de negociações.Em 10 de novembro de 2017, os chanceleres do Mercosul reuniram-se com o vice-presidente da Comissão Europeia para  entregá-lo uma proposta mais abrangente para alcançar o tratado ente Mercosul e União Europeia.

### Conclusão das negociações em 2019

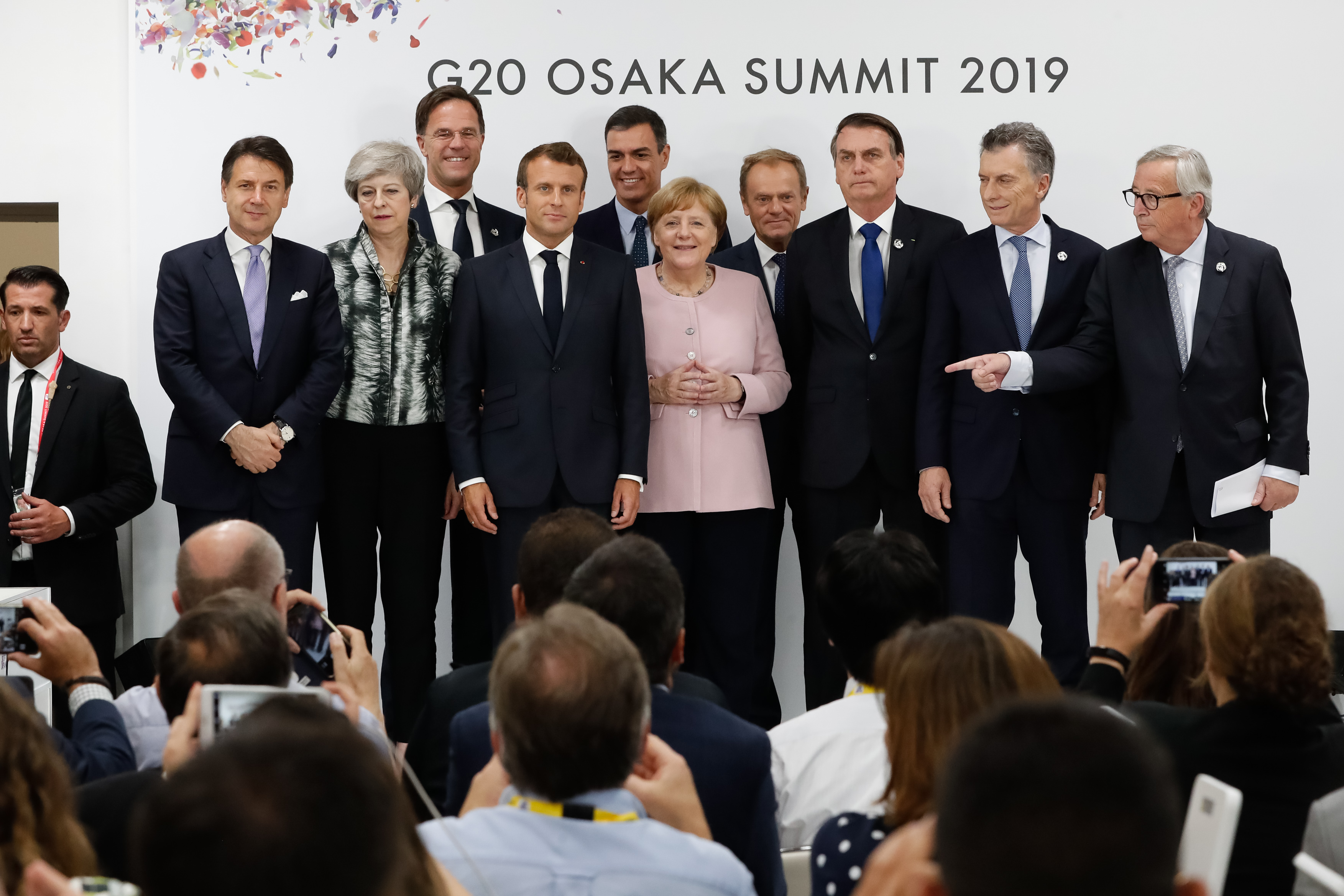
Conferência de imprensa após a reunião que discutiu o acordo da União Europeia com o Mercosul

Em 28 de junho de 2019, tendo Mauricio Macri como Presidente Pro-tempore do Mercosul, durante a 14.ª reunião de cúpula do G20 realizada em Osaka, foi assinado um acordo de livre comércio entre o Mercosul e a União Europeia. Equipes dos governos membros do Mercosul, responsáveis pela negociação de acordos internacionais, na véspera da 14.ª reunião de cúpula do G20, colaboraram com a efetivação do tratado entre o Mercosul e a União Europeia, em Bruxelas. A equipe escolhida para representar os interesses do governo brasileiro e que articulou as negociações foi formada por Paulo Guedes, Tereza Cristina, o chanceler Ernesto Araújo (respectivamente chefiando os ministérios da Economia, Agricultura e Relações Exteriores), assim como o secretário especial de Comércio Exterior do Ministério da Economia, Marcos Troyjo. Durante os 20 anos de tentativas, o progresso do acordo permaneceu relativamente estagnado até 2010, quando as negociações foram relançadas pela UE.
O acordo envolve 25% da economia mundial e 780 milhões de pessoas; trata-se do maior já firmado pelo Mercosul,  abrangendo bens, serviços, investimentos e compras governamentais; da parte da União Europeia, é o segundo maior acordo, ficando atrás apenas da parceria do bloco com o Japão. Sob a vigência das medidas, que devem se desenvolver dentro de dois anos,  Estimativas do Ministério da Economia brasileiro, baseadas nos termos do acordo apontaram para um crescimento de R$ 336 bilhões no PIB do país ao longo de 15 anos, com um potencial de chegar a R$ 480 bilhões se durante o período forem levados em conta aspectos como a redução de barreiras não tarifárias; além de estimativas demonstrando aumento de exportações brasileiras para a Europa em cerca de R$ 384 bilhões até o ano de 2035.

### Caminho para a ratificação
A parte econômica do acordo terá que ser aprovada pelo Parlamento Europeu. Os demais itens do tratado   que  envolvam questões políticas terão de ser votado pelo poder legislativo de cada país;a parte econômica do tratado pode entrar em vigor quando for aprovada pelo Parlamento Europeu e pelos países do Mercosul, mesmo se as questões políticas não tenham sido votada por todos os países da União Europeia. O Governo Francês de Emmanuel Macron teve uma reação critica ao Acordo.
O caminho do acordo na União Europeia será o seguinte: o texto do acordo deve passar  por uma revisão jurídica e, em seguida, ser traduzido do inglês às vinte e quatro línguas da União Europeia. A Comissão Europeia terá então de aprová-lo e  leva-lo ao Parlamento Europeu para que seja observado pelas comissões de Comércio Internacional e de Assuntos Exteriores. e pela Comissão de Meio Ambiente e, finalmente, o texto chegará ao plenário do Parlamento para a sua aprovação e se for aprovado  entrada em vigor. Depois, será encaminhado aos parlamentos nacionais.

## Conteúdo
O acordo prevê isenção de tarifas de produtos agrícolas como suco de laranja, frutas e café solúvel. Taxas para exportar produtos industriais também serão eliminadas. Haverá ainda cotas para a venda de carnes, açúcar e etanol. Ainda segundo o governo brasileiro, peixes, crustáceos e óleos vegetais terão tarifas zeradas. A União Europeia se comprometeu a liberar 99% do comércio de produtos agrícolas para os países membros do Mercosul. Para 81,7% dos produtos, haverá eliminação de tarifas, e, para 17,7%, serão aplicadas cotas e outras formas de tratamento preferencial. O acordo prevê também  estender os efeitos das indicações geográficas de países do Mercosul sobre os países da União Europeia e vice-versa;isso causará mudança de nomes de produtos.
Os países signatários do acordo se comprometeram a implementar e cumprir o acordo climático de Paris, que prevê limites à emissão de gases do efeito estufa, um suporte financeiro de países ricos aos mais pobres a se adaptarem às mudanças climáticas e a adoção de energias renováveis. Acordo prevê também que os dois blocos cooperem para fornecer serviços de roaming  com tarifas consideradas razoáveis e transparência .

### Prazos
Os países do Mercosul vão zerar o imposto de importação para carros fabricados na União Europeia em um  prazo de quinze anos, a partir do início de validade do acordo comercial. 76% das importações da União Europeia provenientes do Mercosul terão suas tarifas eliminadas de maneira imediata a partir da ratificação. O resto acabará gradativamente em quatro, sete e dez anos. Enquanto isso, o zeramento de tarifas  do Mercado do Sul é apenas sobre 13% do comércio, o resto será dividido em prazos de quatro, oito, dez e quinze anos. Cerca de 60% das importações da União Europeia  encontram-se em prazos de dez ou quinze anos.

## Reações

### Antes da conclusão
Emmanuel Macron disse :"Não sou a favor de apressar a negociação de um acordo com um mandato de negociação dado em 1999", em 11 de outubro de 2018, depois de uma visita a Rungis, transmitindo, o medo dos pecuaristas de bois franceses. Macron no Conselho Europeu de 19 a 20 de outubro de 2018, apelou para Chefes de Estado e de Governo uma "pausa" na assinatura de acordos de livre comercio, para em particular  verificar parâmetros sociais e ambientais.
Um grupo formado por  onze (11) Estados europeus, a Áustria, a Bélgica, a França, a Hungria, a Irlanda, a Lituânia, o Luxemburgo, a Polônia, a Romênia, a Eslováquia e a Eslovênia informaram a Comissão Europeia que acham prematuro "incluir (importação) para os produtos agrícolas mais sensíveis, incluindo carne bovina, etanol, açúcar e aves".
O Greenpeace criticou o acordo por poder causar aumento na poluição escrevendo em seu site :"acordo visa  aumentar as exportações de alguns setores-chave.Alguns desses setores ameaçam diretamente o meio ambiente, seja o automóvel para a qualidade do ar e o clima, ou a carne e a soja, que aumentam drasticamente o desmatamento." Os países signatários do acordo se comprometeram a implementar e cumprir o acordo climático de Paris, que prevê limites à emissão de gases do efeito estufa, um suporte financeiro de países ricos aos mais pobres a se adaptarem às mudanças climáticas e a adoção de energias renováveis.

### Após a conclusão
A porta-voz do governo francês, Sibeth Ndiaye disse no dia 2 de julho de 2019 que a França não está preparada no momento para ratificar o acordo comercial: "Vamos observar com atenção e, com base nestes detalhes, vamos decidir", declarou em uma entrevista. A França é um dos países mais reticentes ao acordo, pois teme os efeitos para seu setor agrícola. Em 2019, com a crise ambiental na Amazônia, Emmanuel Macron e Leo Varadkar se opuseram ao acordo e dizerem que votariam/articulariam contra o acordo comercial se os compromissos ambientais não fossem cumpridos pelo Governo Bolsonaro; Macron já havia se mostrado contrário ao acordo antes.
Jean-Claude Juncker, presidente da Comissão Europeia, declarou que o resultado do acordo "é positivo para o meio ambiente e para os consumidores". O primeiro-ministro de Portugal António Costa saudou o acordo escrevendo na sua conta no Twitter: "Saúdo o acordo entre a União Europeia e o Mercosul pelo qual Portugal muito se bateu. Cria um mercado de quase 800 milhões de pessoas, facilita as exportações e demonstra que são possíveis acordos que beneficiam todas as partes, combatendo o protecionismo e promovendo a abertura econômica". Em 18 de Setembro de 2019 o parlamento Austríaco aprovou um veto contra o Tratado.
Jair Bolsonaro classificou o resultado como "histórico", escrevendo em seu Twitter: “Esse será um dos acordos comerciais mais importantes de todos os tempos e trará benefícios enormes para nossa economia.” Em nota, o Ministério de Relações Exteriores da Argentina, apontou que: "É o mais amplo e ambicioso acordo alcançado por ambos os blocos em todo a sua história". O presidente do Paraguai disse em uma rede social que: "Depois de 20 anos de tentativa hoje se consolida um fato histórico, a assinatura do acordo de livre-comércio entre o Mercosul e a União Europeia!". O Governo do Uruguai emitiu uma nota comentando que ,segundo eles, "o acordo é amplo e equilibrado". Em retrospecto, para o secretário-especial de comércio exterior, economista e cientista político Marcos Troyjo, a afinidade demonstrada pelos presidentes Jair Bolsonaro e Donald Trump "foi um dos muitos fatores que ajudaram na conclusão do acordo nessa conjuntura", já que a aproximação entre Brasil e EUA "aguça a vontade dos europeus" - mas não teria sido determinante; ele também declarou que o acordo representou um plano de "ruptura" com as quatro últimas administrações petistas, que priorizavam relações econômicas com países em desenvolvimento e economias emergentes.
Ciro Gomes diz que o acordo pode fazer com que a indústria do Brasil sofra tempos difíceis:"[...] a taxa de juros que financia o industrial europeu é menor que um sexto daquela que financia o industrial brasileiro, a sofisticação tecnológica media do produto europeu[...] a indústria europeia compete com larga escala em sua oferta, no Brasil, 7 em cada 10 empregos são oferecidos por pequenas empresas".
Wilbur Ross, secretário do Comércio dos Estados Unidos em 2019, durante um evento em São Paulo, disse que: "É importante que não haja nada nesse acordo que seja contraditório a um acordo de livre comércio com os Estados Unidos".